# Tabalumab
Il tabalumab (LY 2127399) è un anticorpo monoclonale umano progettato per il trattamento di alcune patologie autoimmuni e di alcune neoplasie dei linfociti B. Il farmaco è prodotto dalla Eli Lilly and Company.
Nel febbraio 2013 è stato interrotto in fase III uno studio clinico sul tabalumab in soggetti affetti da artrite reumatoide. Nel settembre 2014, un secondo studio clinico di fase III focalizzato sul monitoraggio di pazienti affetti da lupus eritematoso sistemico trattati con il tabalumab è stato interrotto, non essendosi ottenuti i risultati di raccolta e analisi dei dati che erano stati prefissati.